# Hirotaka Ishihara

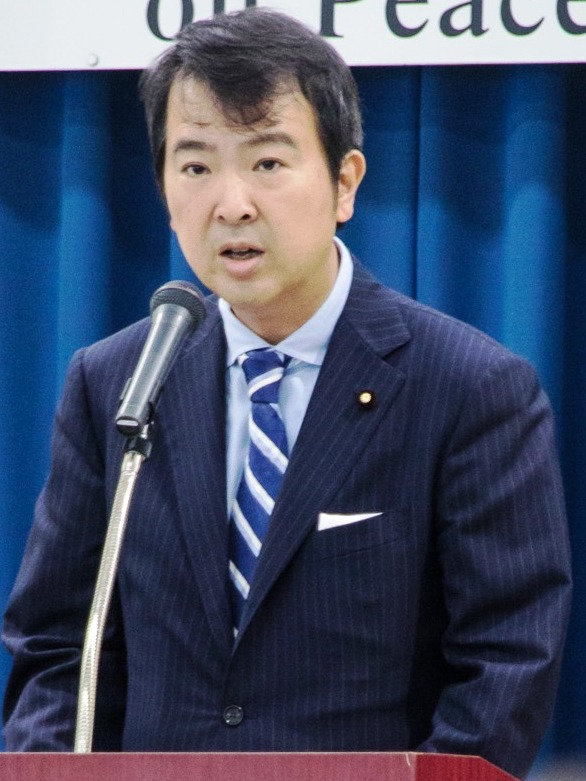
Hirotaka Ishihara, 2014

Hirotaka Ishihara (jap. 石原 宏高 Ishihara Hirotaka; * 19. Juni 1964 in Zushi, Präfektur Kanagawa) ist ein japanischer Politiker und Abgeordneter im Shūgiin, dem Unterhaus des japanischen Parlaments, für den Wahlkreis Tokio 3. Er ist Mitglied der Liberaldemokratischen Partei (LDP). In der LDP gehörte er nach dem Austritt aus der Ishihara-Faktion seines Bruders seit 2021 bis zur Auflösung 2024 zur Kishida-Faktion.

## Leben
Ishihara, der dritte Sohn des Schriftstellers, Schauspielers und Politikers Shintarō Ishihara (Gouverneur von Tokio) und Bruder von LDP-Generalsekretär Nobuteru Ishihara (Wahlkreis Tokio 8), studierte an der wirtschaftswissenschaftlichen Fakultät der Keiō-Universität. Nach seinem ersten Studienjahr ging er für ein Auslandsstudium nach Boston, wo er bei Benigno Aquino junior, einen Freund seines Vaters, wohnte, kurz bevor Aquino in die Philippinen zurückkehrte und erschossen wurde. Nach seinem Studienabschluss arbeitete Ishihara für die Nippon Kōgyō Ginkō (engl. Industrial Bank of Japan, nach Fusion heute Mizuho Financial Group), für die er unter anderem in den Zweigstellen in New York und Bangkok tätig war. 2003 verließ er die Mizuho Financial Group und wandte sich der Politik zu.
Bei der Shūgiin-Wahl 2003 trat Ishihara für die LDP im Wahlkreis Tokio 3 gegen den demokratischen Amtsinhaber Jin Matsubara an, unterlag aber mit 122 zu 113 Tausend Stimmen. Erst beim LDP-Erdrutschsieg in der „Postprivatisierungswahl“ 2005 konnte Ishihara Matsubara schlagen und zog ins Shūgiin ein. Dort war er unter anderem Mitglied des Ausschusses für Fiskalpolitik und Finanzwesen und des Irak-Sonderausschusses. In der LDP schloss er sich keiner Faktion an, unterstützte aber wie die Mehrheit der neuen LDP-Abgeordneten im Streit um die Koizumi-Nachfolge bei der Wahl zum Parteivorsitzenden 2006 Shinzō Abe (wie Koizumi Machimura-Faktion). Außerdem schloss er sich dem innerparteilich konservativen Dentō to Sōzō no Kai (伝統と創造の会, dt. etwa „Versammlung für Tradition und Schöpfung[skraft]“) von Tomomi Inada an.
Bei der Shūgiin-Wahl 2009 verlor Ishihara seinen Wahlkreis an Matsubara und verfehlte mit einer „Verlustquote“ von 74,3 % auch eine Wiederwahl im Verhältniswahlblock Tokio. 2012 konnte er sich knapp mit rund 2.000 Stimmen Vorsprung auf Matsubara durchsetzen und kehrte für eine zweite Amtszeit ins Parlament zurück. Im September 2013 wurde er für das zweite Kabinett Abe parlamentarischer Staatssekretär (daijin seimukan) im Außenministerium. Bei den Wahlen 2014 und 2017 gewann Ishihara immer noch relativ knapp gegen Matsubara. Von 2016 bis 2017 und von 2019 bis 2020 war er für das dritte und vierte Kabinett Abe Staatssekretär (fuku-daijin) im Kabinettsamt und im Umweltministerium. Von 2020 bis 2021 führte er den Shūgiin-Umweltausschuss. Bei der Wahl 2021 unterlag Ishara Matsubara um rund drei Prozentpunkte, gewann aber den sechsten und letzten LDP-Verhältniswahlsitz in Tokio. Zur Wahl 2024, bei der Tokio fünf zusätzliche Sitze erhielt, wurde der Wahlkreis 3 neu zugeschnitten; Matsubara wechselte in den neuen Wahlkreis 26, Ishihara blieb im Wahlkreis 3 und setzte sich mit rund 31 % der Stimmen knapp gegen Yumiko Abe (27 %, KDP) und fünf weitere Kandidaten durch.
Für das zum zweiten Mal umgebildete zweite Kabinett Kishida war Ishihara von September 2023 bis zum 1. Oktober 2024 Berater des Premierministers (naikaku sōri-daijn hosakan) für nationale Abrüstung, nukleare Abrüstung & Nichtverbreitung.